# At Last (album)
Pour les articles homonymes, voir At Last.
Albums de Cyndi Lauper
Merry Christmas… Have a Nice Life Shine
Singles
At Last est le septième album studio de Cyndi Lauper. Il s'agit d'un album reprises sorti en 2003 chez Epic Records.

## Titres
1. At Last (Mack Gordon, Harry Warren : Glenn Miller) – 2:42
2. Walk On By (Burt Bacharach, Hal David) – 4:32
3. Stay (Maurice Williams) – 3:13
4. La Vie en rose (Louis Guglielmi, Édith Piaf, M. David) – 3:34
5. Unchained Melody (Hy Zaret, Alex North) – 4:27
6. If You Go Away (Jacques Brel : Ne me quitte pas) – 4:28
7. Until You Come Back to Me (Stevie Wonder, M. Broadmax, C. Paul) – 4:39
8. My Baby Just Cares For Me (Walter Donaldson, Gus Kahn / Nina Simone) – 2:37
9. Makin' Whoopee (Walter Donaldson, Gus Kahn) – 4:13 (duo avec Tony Bennett)
10. Don't Let Me Be Misunderstood (B. Benjamin, S. Marcus, G. Caldwell) – 3:38
11. You've Really Got A Hold On Me (Smokey Robinson) – 4:03
12. Hymn To Love (M. Monnot, Constantine / Édith Piaf : Hymne à l'amour) – 3:33
13. On The Sunny Side Of The Street (Dorothy Fields, Jimmy McHugh) – 4:05